# Ömer Arslan
Ömer Arslan (* 15. Juli 1993 in Tokat) ist ein türkischer Fußballspieler.

## Frühe Karriere
Arslan begann mit dem Vereinsfußball in der Nachwuchsabteilung von Feriköy SK und wechselte 2008 in die Nachwuchsabteilung von Beşiktaş Istanbul. Im Februar 2013 erhielt er bei Beşiktaş zwar einen Profivertrag, spielte aber weiterhin für die Reservemannschaft. Im Sommer 2013 wurde er an den Erstligisten MP Antalyaspor ausgeliehen. Bei diesem Klub gab er am 29. Dezember 2013 gegen Trabzonspor sein Profidebüt. Im Januar 2014 wurde sowohl sein Leihvertrag mit Antalyaspor aufgelöst als auch sein Vertrag mit Beşiktaş. 

### Nationalmannschaft
Arslan spielte 2012 zweimal für die türkische U-17-Nationalmannschaft und 2013 zweimal für die zweite Auswahl der Türkischen Nationalmannschaft.